# 廖正榮
廖正榮（1963年2月—），四川內江人，中華人民共和國軍事人物、政治人物、中国人民解放军少将。碩士研究生学历。

## 簡歷
先在解放军陆军第四十一集团军任职，后任解放军驻香港部队基地主任、驻香港部队副司令员。2018年1月，任解放軍駐澳門部隊司令員。2019年1月，任廣東省軍區副司令員。